# Elongatomerionoeda elegans
Elongatomerionoeda elegans là một loài bọ cánh cứng trong họ Cerambycidae.